# Seznam chanských císařů
Chanští císaři stáli v čele říše Chan, čínského státu existujícího v letech 202 př. n. l. – 220 n. l. Zakladatelem říše a prvním císařem chanské dynastie byl Liou Pang (císař Kao-cu), v předešlé říši Čchin rolník a starosta obce. Liou Pang se roku 209 př. n. l. přidal k povstání proti říši Čchin, po jejím pádu vládl od roku 206 př. n. l. jako král z Chan části západní Číny. Vzápětí zahájil válku proti svému dřívějšímu spolubojovníku Siang Jüovi, kterého v urputných bojích porazil a roku 202 př. n. l. se prohlásil císařem sjednocené Číny. Jeho nástupci vládli Číně z Čchang-anu (dnešní Si-an) dvě století, než se trůnu zmocnil Wang Mang, jeho vláda se však záhy zhroutila v rolnických povstáních a občanské válce. Obnovená dynastie Chan se udržela do začátku 3. století, kdy se rozpadla v nové vlně povstání a občanských válek, v nichž si Čínu rozdělily Tři říše, Wej, Šu Chan a Východní Wu.

## Seznam císařů
Podle čínské tradice císař po smrti obdržel čestné posmrtné jméno. Dalším jménem udělovaným posmrtně bylo chrámové jméno, určené k použití při obřadech v chrámu předků dynastie. Obě jména vyjadřovala charakter vlády a císaře, například zakladatelé dynastií dostávali chrámové jméno Tchaj-cu (太祖, Velký předek, Velký praotec).
Éra vlády je název kratšího či delšího období vlády, shrnující základní směr státní politiky. Pravidelně éry začal vyhlašovat chanský císař Wu-ti.
| Jméno                                                                              | Jméno                 | Jméno                                       | Portrét                    | Narození Úmrtí          | Vláda                 | Éra vlády |
| posmrtné (zkrácené; plné)                                                          | chrámové              | příjmení a osobní jméno                     | Portrét                    | Narození Úmrtí          | Vláda                 | Éra vlády |
| císařové Západní Chan                                                              | císařové Západní Chan | císařové Západní Chan                       | císařové Západní Chan      | císařové Západní Chan   | císařové Západní Chan | císařové Západní Chan |
| ---------------------------------------------------------------------------------- | --------------------- | ------------------------------------------- | -------------------------- | ----------------------- | --------------------- | --- |
| Kao chuang-ti 高皇帝                                                               | Tchaj-cu 太祖         | Liou Pang 劉邦                              | Portrét císaře Kao-cu      | 256–195 př. n. l.       | 202–195 př. n. l.     | – |
| znám jako Vznešený praotec (Kao-cu, 高祖)                                          |                       |                                             | Portrét císaře Kao-cu      | 256–195 př. n. l.       | 202–195 př. n. l.     | – |
| Chuej-ti, 惠帝; Siao-chuej chuang-ti 孝惠皇帝                                      | –                     | Liou Jing 劉盈                              |                            | 210–188 př. n. l.       | 195–188 př. n. l.     | – |
| –                                                                                  | –                     | Liou Kung 劉恭                              |                            | ?–184 př. n. l.         | 188–184 př. n. l.     | – |
| znám jako Mladý císař (Šao-ti, 少帝)                                               |                       |                                             |                            | ?–184 př. n. l.         | 188–184 př. n. l.     | – |
| –                                                                                  | –                     | Liou Chung 劉弘                             |                            | ?–180 př. n. l.         | 188–180 př. n. l.     | – |
| znám jako Mladý císař (Šao-ti, 少帝)                                               |                       |                                             |                            | ?–180 př. n. l.         | 188–180 př. n. l.     | – |
| Wen-ti, 文帝; Siao-wen chuang-ti 孝文皇帝                                          | Tchaj-cung 太宗       | Liou Cheng 劉恆                             |                            | 202–157 př. n. l.       | 180–157 př. n. l.     | Chou-jüan (後元, 163 př. n. l.) |
| Ťing-ti, 景帝; Siao-ťing chuang-ti 孝景皇帝                                        | –                     | Liou Čchi 劉啟                              |                            | 188–141 př. n. l.       | 157–141 př. n. l.     | Čung-jüan (中元, 149 př. n. l.) Chou-jüan (後元, 143 př. n. l.) |
| Wu-ti, 武帝; Siao-wu chuang-ti 孝武皇帝                                            | Š’-cung 世宗          | Liou Čche 劉徹                              | Portrét císaře Wu-ti       | 156–87 př. n. l.        | 141–87 př. n. l.      | Ťien-jüan (建元, 140–135 př. n. l.) Jüan-kuang (元光, 134–129 př. n. l.) Jüan-šuo (元朔, 128–123 př. n. l.) Jüan-šou (元狩, 122–117 př. n. l.) Jüan-ting (元鼎, 116–111 př. n. l.) Jüan-feng (元封, 110–105 př. n. l.) Tchaj-čchu (太初, 104–101 př. n. l.) Tchien-chan (天漢, 100–97 př. n. l.) Tchaj-š’ (太始, 96–93 př. n. l.) Čeng-che/Jen-che (征和/延和, 92–89 př. n. l.) Chou-jüan (後元, 88–87 př. n. l.) |
| Čao-ti, 昭帝; Siao-čao chuang-ti 孝昭皇帝                                          | –                     | Liou Fu-ling 劉弗陵                         |                            | 94–74 př. n. l.         | 87–74 př. n. l.       | Š’-jüan (始元, 86–81 př. n. l.) Jüan-feng (元鳳, 80–75 př. n. l.) Jüan-pching (元平, 74 př. n. l.) |
| –                                                                                  | –                     | Liou Che 劉賀                               |                            | 92–59 př. n. l.         | 74 př. n. l.          | Jüan-pching (元平, 74 př. n. l.) |
| předtím kníže z Čchang-i, poté markýz z Chaj-chun                                  |                       |                                             |                            | 92–59 př. n. l.         | 74 př. n. l.          | Jüan-pching (元平, 74 př. n. l.) |
| Süan-ti, 宣帝; Siao-süan chuang-ti 孝宣皇帝                                        | Čung-cung 中宗        | Liou Ping-i 劉病已, později Liou Sün 劉詢   |                            | 91–49 př. n. l.         | 74–49 př. n. l.       | Pen-š’ (本始, 73–70 př. n. l.) Ti-ťie (地節, 69–66 př. n. l.) Jüan-kchang (元康, 65–62 př. n. l.) Šen-ťue (神爵, 61–58 př. n. l.) Wu-feng (五鳳, 57–54 př. n. l.) Kan-lu (甘露, 53–50 př. n. l.) Chuang-lung (黃龍, 49 př. n. l.) |
| Jüan-ti, 元帝; Siao-jüan chuang-ti 孝元皇帝                                        | Kao-cung 高宗         | Liou Š’ 劉奭                                |                            | 75–33 př. n. l.         | 49–33 př. n. l.       | Čchu-jüan (初元, 48–44 př. n. l.) Jung-kuang (永光, 43–39 př. n. l.) Ťien-čao (建昭, 38–34 př. n. l.) Ťing-ning (竟寧, 33 př. n. l.) |
| Čcheng-ti, 成帝; Siao-čcheng chuang-ti 孝成皇帝                                    | Tchung-cung 統宗      | Liou Ao 劉驁                                |                            | 51–7 př. n. l.          | 33–7 př. n. l.        | Ťien-š’ (建始, 32–29 př. n. l.) Che-pching (河平, 28–25 př. n. l.) Jang-šuo (陽朔, 24–21 př. n. l.) Chung-ťia (鴻嘉, 20–17 př. n. l.) Jung-š’ (永始, 16–13 př. n. l.) Jüan-jen (元延, 12–9 př. n. l.) Suej-che (綏和, 8–7 př. n. l.) |
| Aj-ti, 哀帝; Siao-aj chuang-ti 孝哀皇帝                                            | –                     | Liou Sin 劉欣                               |                            | 27–1 př. n. l.          | 7–1 př. n. l.         | Ťien-pching (建平, 6 př. n. l.) Tchaj-čchu jüan-ťiang (太初元將, 5 př. n. l.) Ťien-pching (建平, 5–3 př. n. l.) Jüan-šou (元壽, 2–1 př. n. l.) |
| Pching-ti, 平帝; Siao-pching chuang-ti 孝平皇帝                                    | Jüan-cung 元宗        | Liou Ťi-c’ 劉箕子 (později Liou Kchan 劉衎) |                            | 9 př. n. l. – 6 n. l.   | 1 př. n. l. – 6 n. l. | Jüan-š’ (元始, 1–6 n. l.) |
| –                                                                                  | –                     | Liou Jing 劉嬰                              |                            | 5–25 n. l.              | 6–8 n. l.             | Čchu-č’ (初始, 8 n. l.) |
| znám jako Děcko Jing (Žu-c’ Jing, 孺子嬰)                                          |                       |                                             |                            | 5–25 n. l.              | 6–8 n. l.             | Čchu-č’ (初始, 8 n. l.) |
| V letech 9–23 vládu dynastie Chan přerušila vláda Wang Manga, císaře dynastie Sin. |                       |                                             |                            |                         |                       | |
| –                                                                                  | –                     | Wang Mang 王莽                              |                            | 45 př. n. l. – 23 n. l. | 9–23 n. l.            | Š’-ťien-kuo (始建國, 9–13) Tchien-feng (天鳳, 14–19) Ti-chuang (地皇, 20–23) |
| císař Západní Chan                                                                 |                       |                                             |                            |                         |                       | |
| král z Chuaj-jang 淮陽王                                                           | –                     | Liou Süan 劉玄                              |                            | ?–25                    | 23–25                 | Keng-š’ (更始, 23–25) |
| znám jako císař éry Keng-š’ (Keng-š’-ti, 更始帝)                                   |                       |                                             |                            | ?–25                    | 23–25                 | Keng-š’ (更始, 23–25) |
| císařové Východní Chan                                                             |                       |                                             |                            |                         |                       | |
| Kuang-wu-ti, 光武帝                                                                | Š’-cu 世祖            | Liou Siou 劉秀                              | Portrét císaře Kuang-wu-ti | 5 př. n. l. – 57 n. l.  | 25–57                 | Ťien-wu (建武, 25–55) Ťien-wu čung-jüan (建武中元, 56–57) |
| Ming-ti, 明帝; Siao-ming chuang-ti 孝明皇帝                                        | Sien-cung 顯宗        | Liou Čuang 劉莊                             |                            | 28–75                   | 57–75                 | Jung-pching (永平, 58–75) |
| Čang-ti, 章帝; Siao-čang chuang-ti 孝章皇帝                                        | Su-cung 肅宗          | Liou Ta 劉炟                                |                            | 57–88                   | 75–88                 | Ťien-čchu (建初, 76–83) Jüan-che (元和, 84–86) Čang-che (章和, 87–88) |
| Che-ti, 和帝; Siao-che chuang-ti 孝和皇帝                                          | Mu-cung 穆宗          | Liou Čao 劉肇                               |                            | 79–106                  | 88–106                | Jung-jüan (永元, 89–104) Jüan-sing (元興, 105) |
| Šang-ti, 殤帝; Siao-šang chuang-ti 孝殤皇帝                                        | –                     | Liou Lung 劉隆                              |                            | 105–106                 | 106                   | Jen-pching (延平, 106) |
| An-ti, 安帝; Siao-an chuang-ti 孝安皇帝                                            | Kung-cung 恭宗        | Liou Chu 劉祜                               |                            | 94–125                  | 106–125               | Jung-čchu (永初, 107–113) Jüan-čchu (元初, 114–119) Jung-ning (永寧, 120) Ťien-kuang (建光,121) Jen-kuang (延光, 122–125) |
| –                                                                                  | –                     | Liou I 劉懿                                 |                            | 28–75                   | 125                   | Jen-kuang (延光, 122–125) |
| znám jako Mladý císař (Šao-ti, 少帝), nebo markýz z Pej-siang (北鄉侯)             |                       |                                             |                            | 28–75                   | 125                   | Jen-kuang (延光, 122–125) |
| Šun-ti, 順帝; Siao-šun chuang-ti 孝順皇帝                                          | Ťing-cung 敬宗        | Liou Pao 劉保                               |                            | 115–144                 | 125–144               | Jung-ťien (永建, 126–131) Jang-ťia (陽嘉, 132–135) Jung-che (永和, 136–141) Chan-an (漢安, 142–143) Ťien-kchang (建康, 144) |
| Čchung-ti, 沖帝; Siao-čchung chuang-ti 孝沖皇帝                                    | –                     | Liou Ping 劉炳                              |                            | 143–145                 | 144–145               | Jung-si/Jung-sia (永熹/永嘉, 145) |
| Č’-ti, 質帝; Siao-č’ chuang-ti 孝質皇帝                                            | –                     | Liou Cuan 劉纘                              |                            | 138–146                 | 145–146               | Pen-čchu (本初, 146) |
| Chuan-ti, 桓帝; Siao-chuan chuang-ti 孝桓皇帝                                      | Wej-cung 威宗         | Liou Č’ 劉志                                |                            | 132–168                 | 146–168               | Ťien-che (建和, 147–149) Che-pching (和平, 150) Jüan-ťia (元嘉, 151–152) Jung-sing (永興, 153–154) Jung-šou (永壽, 155–157) Jen-si (延熹, 158–166) Jung-kchang (永康, 167) |
| Ling-ti, 靈帝; Siao-ling chuang-ti 孝靈皇帝                                        | –                     | Liou Chung 劉宏                             |                            | 156–189                 | 168–189               | Ťien-ning (建寧, 168-171) Si-pching (熹平, 172-177) Kuang-che (光和, 178-183) Čung-pching (中平, 184-188) |
| –                                                                                  | –                     | Liou Pien 劉辯                              |                            | 176–190                 | 189                   | Kuang-si (光熹, 189) Čao-ning (昭寧, 189) |
| znám jako Mladý císař (Šao-ti, 少帝), nebo kníže z Chung-nung (弘農王)             |                       |                                             |                            | 176–190                 | 189                   | Kuang-si (光熹, 189) Čao-ning (昭寧, 189) |
| Sien-ti, 獻帝; Siao-sien chuang-ti 孝獻皇帝                                        | –                     | Liou Sie 劉協                               |                            | 181–234                 | 189–220               | Jung-chan (永漢, 189) Čung-pching (中平, 189) Čchu-pching (初平, 190–193) Sing-pching (興平, 194–195) Ťien-an (建安, 196–219) Jen-kchang (延康, 220) |